# Xenophidion schaeferi
Xenophidion schaeferi là một loài rắn, hiện được ghi nhận là duy nhất trong họ Xenophidiidae. Loài này được Günther & Manthey miêu tả khoa học đầu tiên năm 1995., theo mẫu vật duy nhất thu được tại Malaysia.